# Coreto da Praça Bernardino Bahia
O Coreto da Praça Bernardino Bahia é uma edificação localizada em Feira de Santana, município do estado brasileiro da Bahia. Foi tombada pelo Instituto do Patrimônio Artístico e Cultural da Bahia (IPAC) em 2002, através do processo de número 005.

O coreto foi construído em 1915 pelo intendente Coronel Bernardino Bahia, sendo o primeiro coreto da cidade. Além do coreto, pouco se sabe sobre o mobiliário da praça, que parece ter sido bastante simples, limitando-se aos lampadários. Foi tombado pelo IPAC em 2002, recebendo tombo de bens imóveis (Inscrição 47/2002).